# Chage 08-11 Live 〜Selected 21 Songs〜
『Chage 08-11 Live 〜Selected 21 Songs〜』（チャゲ・ライブ 08-11 ライブ セレクテッド・21・ソングス）は、Chageのライブ・ビデオ。2022年7月29日にBDで発売された。発売元はヤマハミュージックエンタテインメントホールディングス。

## 概要
本作は、Chageが2008年から2011年にかけて行ったアコースティック・スタイルをメインとしたコンサートツアーの中から7つのライブ(7会場)、20曲をセレクトし、1つの映像作品としてまとめたもの。DVDはなくBlu-rayのみの発売で、一般販売は行われず、通販にて限定販売された。
当初は『Chage 08-11 Live 〜Selected 20 Songs〜』というタイトルで発売される予定だった。しかし予備収録曲としてセレクトされるも歌詞が発売前の仮歌詞だったために収録しないことを検討していた「TOKYO MOON」が、Chageの「成長過程の楽曲を作品にいれるというのも面白いよね」という一言からボーナストラックとして追加収録されることが決まったため、タイトルを『Chage 08-11 Live 〜Selected 21 Songs〜』に変更したという。
特典として本作のライブ音源を収録したCD2枚組が付属されているが、ボーナストラックは収録されていない。

## 収録ライブ
- 1 …大友直人 PRODUCE POPULAR WEEK (東京文化会館)より。
- 2～8 …唄う門には"Chage"来たる!「茶会」Special Live 10days at Sogetsu Hall (東京 草月ホール)より。
- 9～12 …Chageの細道2009 (五反田ゆうぽうとホール)より。
- 13,14 …Chageの坂道 "渋茶会" (SHIBUYA ENTERTAINMENT THEATER PLEASURE PLEASURE)より。
- 15 …Chageの細道2010 (名鉄ホール)より
- 16, 17, 21 …Chageの茶会2011 ～銀座なう!～ (ル テアトル銀座 by PARCO)より
- 18～20 …Chageの細道2011 (日本橋三井ホール)より

## 収録曲

### DISC 1 (BD)
1. Gently
作詞・作曲：Chage
2. 夢のほとり
作詞：Chage　作曲：吉川忠英
3. 箱の中身はなんだろう
作詞：Chage　作曲：村上啓介
4. two of us
作詞・作曲：Chage
5. 飾りじゃないのよ涙は
作詞・作曲：井上陽水
6. NとLの野球帽
作詞・作曲：Chage
7. トウキョータワー
作詞・作曲：Chage
8. 花暦
作詞：松井五郎　作曲：Chage
9. マシュマロ
作詞・作曲：Chage
10. 終章 (エピローグ)
作詞：Chage・田北憲次　作曲：Chage
11. waltz
作詞・作曲：Chage
12. 夢を見ましょうか
作詞・作曲：Chage
13. 機嫌が悪いの
作詞：青木せい子　作曲：Chage
14. 紫野 '09
作詞：麻生圭子　作曲：服部克久
15. 遠い街から
作詞：Chage　作曲：村上啓介
16. アイシテル
作詞：Chage・エガワヒロシ　作曲：Chage
17. まわせ大きな地球儀
作詞：松井五郎　作曲：Chage
18. ふわり
作詞：Chage　作曲：西川進
19. 3月のタンポポ
作詞：松井五郎　作曲：西川進
20. SOME DAY
作詞：澤地隆　作曲：Chage
21. TOKYO MOON (Bonus Track)
作詞・作曲：Chage

### DISC 2 (CD)
1. Gently
2. 夢のほとり
3. 箱の中身はなんだろう
4. two of us
5. 飾りじゃないのよ涙は
6. NとLの野球帽
7. トウキョータワー
8. 花暦
9. マシュマロ
10. 終章 (エピローグ)

### DISC 3 (CD)
1. waltz
2. 夢を見ましょうか
3. 機嫌が悪いの
4. 紫野 '09
5. 遠い街から
6. アイシテル
7. まわせ大きな地球儀
8. ふわり
9. 3月のタンポポ
10. SOME DAY